# Botella gigante de Lemon & Paeroa
La botella gigante de Lemon & Paeroa es una estatua de una botella del refresco Lemon & Paeroa. Se encuentra en Paeroa, Nueva Zelanda, donde originalmente se elaboraba la bebida. Es uno de los íconos más famosos de Nueva Zelanda, lo que lo convierte en uno de los lugares más fotografiados del país. Tiene una altura de 6,8 metros (22,3 pies), un diámetro de 1,3 metros (4,3 pies), está hecho de anillos de hormigón y está rodeado de limoneros y contenedores de basura con forma de limón en un parque alrededor de la estatua. Es un sitio turístico popular, y la estatua es propiedad del ayuntamiento, pero la marca y el mantenimiento de la botella lo realiza Coca-Cola Europacific Partners.
La estatua apareció en un anuncio televisivo de Lemon & Paeroa en la década de 1990. También apareció en un sello postal en 1998 como parte de una serie de íconos de la ciudad, incluidas otros objetos gigantes en Nueva Zelanda, como la Pania de Napier, la zanahoria gigante de Ohakune y la estatua del esquilador de Te Kūiti. Los lugareños la conocen comúnmente como botella de Lemon & Paeroa en lugar de L&P, un nombre más común en todo el país. No debe confundirse con una estatua de Lemon & Paeroa más pequeña, de 5,8 metros (19,0 pies) de altura,  en el L&P Café, que se inauguró en diciembre de 2000.

## Historia
La estatua comenzó como una réplica de un cohete espacial en 1967 para la promoción navideña de Paeroa, que se inspiró en los alunizajes del mismo año. Tenía el lema «Paeroa se lanza hacia la Navidad». Estaba hecho con tres artesas de hormigón, un cono en la parte superior y tres aletas en la parte inferior. En el centro de la estatua había espacio para una «caja del locutor» para leer los especiales diarios de Navidad. Sin embargo, uno de los constructores de la botella afirmó que la estatua de Lemon & Paeroa no comenzó como un cohete. Medía 6 metros (19,7 pies) de alto y tenía un diámetro de 1,3 metros (4,3 pies), y fue pintado en la botella de Lemon & Paeroa en la Navidad de 1968 por los propietarios del manantial de Paeroa en ese momento. Posteriormente, la estatua fue desmantelada después del final de la temporada navideña porque se convirtió en un peligro para el tráfico. Posteriormente, en 1969, Schweppes, propietario de la marca de bebidas en ese momento, lo volvió a colocar en su ubicación original y lo hizo permanente. En la década de 1970, la estatua apareció en un anuncio televisivo de L&P con la canción «Counting the Beat» de The Swingers. El 12 de noviembre de 2002, la estatua fue trasladada de la carretera estatal 2 a su posición actual en la Reserva Ohinemuri; alrededor de 100 residentes observaron la mudanza y duró 40 minutos. Posteriormente, el ayuntamiento construyó un parque alrededor de la estatua. En 2018, cuando se celebró el quincuagésimo cumpleaños de la botella, se colocó un lazo amarillo en la estatua. En 2020 hubo propuestas para acercar la estatua al centro de la ciudad.
En 2013, después de que Lemon & Paeroa se asociara con Whittaker's para hacer un L&P sabor chocolate, se colocó una camioneta de reparto de Whittaker's junto a la estatua para que pareciera como si la camioneta se hubiera estrellado contra ella. El director ejecutivo del consejo municipal, Langley Cavers, ordenó que Whittaker's pagara los daños del «accidente». Se informó que el alcalde y el concejo conocían la campaña y Whittaker's les dijo que «se hicieran los tontos».
En 2023, la estatua se pintó de blanco para poder volver a pintarla después de la intemperie y tener un protector de graffiti.